# Măriței
Măriței – wieś w Rumunii, w okręgu Suczawa, w gminie Dărmănești. W 2011 roku liczyła 1589 mieszkańców.